# Rommani
Cet article possède des paronymes, voir Romani et Romhány.
Rommani (en arabe : الرماني) est une commune et ville marocaine, dans la région de Grande Zaer. La ville compte 12 297 habitants selon les statistiques de 2014.

## Toponymie
« Rommani » signifie « grenadier ». Pendant le protectorat français au Maroc, cette localité a porté le nom de « Marchand » ou de « Camp-Marchand ».

## Économie
La ville de Rommani est la capitale de la région Zaer. L'agriculture est la principale activité des habitants. La région produit :

### Ensilage
L'ensilage est essentiel pour l’élevage des vaches laitières. Pour réduire les coûts d'achats de l’élevage, quelques agriculteurs de la région ont commencé à produire leur propre élevage.

### Huile d'olive
La production d'olive dans la région connait une croissance considérable avec les aides de l’État.

### Lentilles de Zaer
La région Zaer est connu par la production des lentilles de haute qualité. Ce secteur connait de nombreux problèmes liés à la commercialisation et à l'organisation.

### Production du blé
C'est l'activité principale des agriculteurs de la région. La région est leader dans ce secteur.

### Production de raisin
C'est une activité en croissance stable. Quelques agriculteurs de la région produisent et commercialisent les raisins pour la consommation et la production du vin.